# 大谷重光
大谷 重光（おおたに しげみつ、1956年8月3日 - ）は、NPO法人パーソナルコンピュータ利用技術学会副会長、アドヴァンスト・ソフト・エンジニアリング（株）勤務。

## 略歴
- 東京都墨田区出身。
- 東京都立小松川高等学校卒業。
- 武蔵工業大学（現東京都市大学）工学部電気電子工学科卒業。
- 富士通株式会社に勤務後、現職。（社）パソコンユーザ利用技術協会　前理事。

- 学生時代より（社）パーソナルコンピュータユーザ利用技術協会の前身である日本マイコンクラブの活動に発足時から参加し、同協会理事を務めた。

| スタブアイコン | サブスタブ | この項目は、まだ閲覧者の調べものの参照としては役立たない、人物に関連した書きかけの項目です。この項目を加筆・訂正などしてくださる協力者を求めています（P:人物伝/PJ:人物伝）。 |